# Magische Flucht
Magische Flucht ist ein Typ Zaubermärchen, der in der Klassifikation der Volkserzählungen, dem Aarne-Thompson-Uther-Index nach Antti Aarne, Stith Thompson und Hans-Jörg Uther, die Nummer 313 trägt (ATU 313). Man unterscheidet AaTh 313 A The Girl as Helper, AaTh 313 B The Forbidden Box und AaTh 313 C The Forgotten Fiancée.
Die Magische Flucht kommt weltweit als variable Sequenz und in unterschiedlichem erzählerischem Zusammenhang in Märchen, aber auch in Balladen vor. Dabei sind es entweder die Verfolgten selbst, oft ein Liebespaar, die sich verwandeln, oder sie werfen magische Gegenstände hinter sich, die entweder sprechen, um so die Anwesenheit der Helden vorzutäuschen, oder die Verfolger anderweitig aufhalten, die meist vernichtet werden. Walter Puchner zufolge zeigen die Motive ein hohes Alter bzw. Verwurzelung in Tiefenschichten des Bewusstseins, wie im Albtraum, Angstzuständen oder Paranoia.
Beispiele: Grimms KHM 51 Fundevogel, KHM 56 Der Liebste Roland, KHM 67 Die zwölf Jäger, KHM 79 Die Wassernixe, KHM 113 De beiden Künigeskinner, KHM 181 Die Nixe im Teich, KHM 186 Die wahre Braut, KHM 193 Der Trommler, KHM 70a Der Okerlo, Bechsteins Deutsches Märchenbuch Nr. 14 Der goldne Rehbock, Nr. 45 Die Hexe und die Königskinder, Nr. 65 Die Knaben mit den goldnen Sternlein, Die drei Nüsse, Neues deutsches Märchenbuch Nr. 21 Vom Knaben, der das Hexen lernen wollte, Wolfs Deutsche Hausmärchen Nr. 29 Grünus Kravalle, Basiles Pentameron I,5 Der Floh, II,1 Petrosinella, II,7 Die Taube, III,3 Viso, III,9 Rosella.